# Helleflynder
Helleflynderen (Hippoglossus hippoglossus; dansk navn kommer af "hellig flynder") er den ubestridt største af alle fladfisk. Fisken lever i Nordatlanten fra Newfoundland over Grønland, de nordatlantiske øer, nordlige Skandinavien, og til Biscayen. Fisken er højrevendt og kan bliver over 2 meter lang og veje op mod 300 kilo. Helleflynderen lever af krabber og fisk, og æder stort set alt den kan fange. Dette inkluderer også fugle som lunder og forskellige måger. Da den foretrækker meget koldt vand findes den oftest på store dybder i Danmark, f.eks. Norskerenden i Skagerrak, men den kendes også fra Nordsøen og Kattegat. Rekorden i Danmark for en helleflynder er på 115 kg og fra 1999. Meget store individer er sjældne i Danmark, men en 90 kg helleflynder blev fanget i 2011 i Skagerrak, og et 102 kg eksemplar blev fanget i 2016 ved Thyborøn.
Foruden helleflynder-arten i Atlanterhavet findes der en nær slægtning i det nordlige Stillehav, som kan blive næsten lige så stor: Hippoglossus stenolepis.

## Eksterne kilder og henvisninger
1. ↑  Sobel, J (1996). "Hippoglossus hippoglossus". IUCN Red List. International Union for the Conservation of Nature and Natural Resources. Hentet 18. december 2016.
2. ↑  Helleflynder rødlistevurdering bios.au.dk hentet 18. mars 2022
3. 1 2  Helleflynder Arkiveret 21. december 2016 hos  Wayback Machine Råvareguiden, 23. marts 2011.
4. ↑  Gigantisk helleflynder landet i Køge tv2-nyheder, 5 september 2015.
5. ↑  210 cms helleflynder fanget i Skagerrak Arkiveret 20. december 2016 hos  Wayback Machine, Fiske Avisen, 30. januar 2012.
6. ↑  102 kg. tung helleflynder fanget ved Thyborøn dr.dk 3. marts 2016
7. ↑  Hippoglossus, FishBase, 18. december 2016.

| Biologi | Spire Denne artikel om biologi er en spire som bør udbygges. Du er velkommen til at hjælpe Wikipedia ved at udvide den. |